# Gan Le'ummi Migdal Afeq
Gan Le'ummi Migdal Afeq (hebreiska: גן לאמי מגדל אפק) är en nationalpark i Israel.   Den ligger i distriktet Centrala distriktet, i den norra delen av landet. Gan Le'ummi Migdal Afeq ligger 99 meter över havet.